# Pierre-Victor Galland

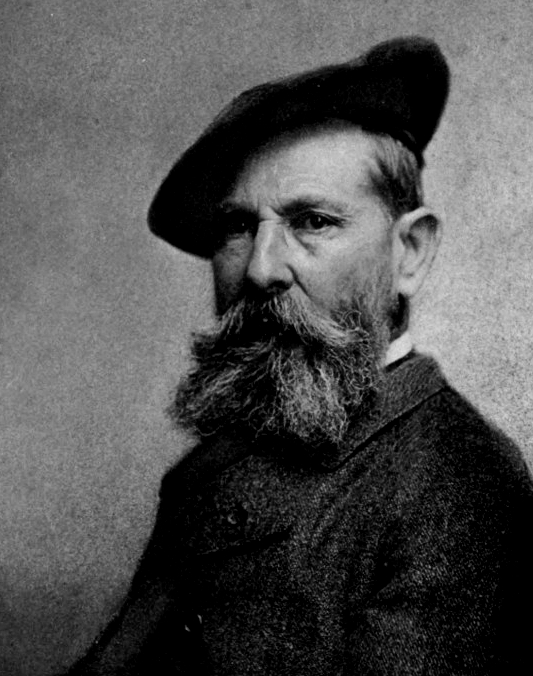
Pierre-Victor Galland

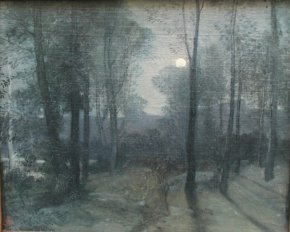
Nächtlicher Wald

Pierre-Victor Galland (* 15. Juli 1822 in Genf; † 30. November 1892 in Paris) war ein französischer Illustrator, Dekorateur und Maler.

## Leben
Pierre-Victor Galland wurde zunächst bei seinem Vater, einem Pariser Goldschmied, ausgebildet, ehe er 16-jährig in das Atelier von Henri Labrouste eintrat, um dann für zwei Jahre ein Architekturstudium zu betreiben. 1840 entschied er sich, zur Dekorationsmalerei zu wechseln, die er zunächst bei Michel Martin Drolling und dann 1843 bis 1848 im Atelier von Pierre-Luc-Charles Cicéri lernte.
Er spezialisierte sich auf Decken- und Wandgemälde. Sein erstes großes Werk waren 1851/53 Malereien für einen großen Palast bei Konstantinopel, den sein Atelierkollege Jacob Mélick für einen reichen Armenier entwarf. Auf seiner Rückreise machte er eine Zwischenstation in Italien und studierte dort insbesondere den Maler Veronese. Zurück in Paris bekam er mehrere dekorative Aufträge von Privatleuten in Paris, Lille und Marseille, gelegentlich arbeitete er auch an öffentlichen Bauten und Kirchen.
Gemälde Gallands sind im Pantheon, in der Sorbonne und im Hôtel de Ville von Paris zu finden. Einen guten Ruf als Dekorateur brachten ihm 1853 die Deckengemälde im Palais des Marquis Casariera und die Tympanon-Malereien über den Kapellen in der Kirche St-Eustache ein. Er erhielt weitere Aufträge in Spanien, London, New York, St. Petersburg und Deutschland.
Galland war ein sehr vielseitiger Maler, der sich auch als Genre- und Landschaftsmaler, sowie auf dem Gebiet der Kleinkunst versucht hat.
Seit 1873 lehrte er an der École des Beaux Arts in Paris als Professor für dekorative Künste. Der Lehrstuhl wurde extra für ihn geschaffen. Sein Einsatz für ein reformatorisches Lehrprinzip, das einen Zusammenhang zwischen Malerei, Plastik und Architektur hervorhob, stieß auf heftigen Widerstand. 1877 wurde er zum künstlerischen Leiter der Gobelin-Manufaktur ernannt. Er arbeitete jedoch auch für die Herter Brothers und schuf z. B. ein Deckengemälde für Lockwood-Mathews Mansion.
Galland wird mitunter als „Tiepolo der Bankiers des Second Empire“ bezeichnet. Da er vorwiegend Privataufträge ausführte, blieb er trotz seiner umfangreichen Tätigkeit dem breiten Publikum weitgehend unbekannt. Nur wenige Museen, z. B. in Nancy, Limoges, Nizza, Roubaix und das Musée du Luxembourg in Paris besitzen Werke von ihm. Eine Retrospektive seiner Werke war 2006/2007 in Roubaix und Beauvais zu sehen.